# Blue comedy
Il Blue comedy (conosciuto anche come Sex comedy o Adult humor) è un sottogenere dell'umorismo caratterizzato da battute sul sesso, sulla nudità e su ciò che riguarda argomenti volgari.
Questo umorismo è (nella maggior parte dei casi) conosciuto e capito solo dagli adulti.
Spesso questo umorismo è erroneamente correlato al black humor.
Questo tipo di umorismo è presente anche in giornalini per adulti.